# الكفيفات (لڭفيفات)
الكفيفات هي إحدى مشيخات المملكة المغربية، تتبع جغرافيا لإقليم تارودانت وإداريًا للڭفيفات. يقدر عدد سكانها بـ 17312 نسمة حسب الإحصاء الرسمي للسكان والسكنى لسنة 2004.